# 뚜아뚜지TV
뚜아뚜지TV는 DIA TV 소속의 키즈 크리에이터이자 유튜버인 이란성 쌍둥이 어수아, 어수지(2014년 5월 7일 ~)가 운영하는 유튜브 채널이다.
뚜아뚜지TV는 일상 콘텐츠와 브이로그 형태를 중심으로 많이 활동하고 있으며, 최근에는 홍보대사와 TV프로그램 활동도 많아지는 추세이며, 마이린과 함께 자매채널인 쌍둥이오빠에 출연한 적이 있었다.그리고 Clever TV 라는 채널에도 출연한 적이있다.
현재 거주지는 경기도 군포시이다.

## 방송출연
- 2013년 tvN - 내 손안에 조카티비
- 2014년 KBS2 - TV유치원 어린이뉴스
- 2014년 KBS2 - 사장님 귀는 당나귀 귀

2010년 /유튜브/뚜아뚜지TV

## 홍보대사 활동
- 2013년 - KB국민은행 리브똑똑 디지털 모델

## 음반
- 2014년 - "뚜아뚜지와 메리크리스마스" 지니뮤직 공동발매[2]

## 수상
- 2012년 - 2013 대한민국 퍼스트 브랜 대상 수상[3]

## 운영
수아,수지 쌍둥이 부모님들이 주도
뚜맘,뚜빠 로 활동중

## 관련 도서
- 《뚜아뚜지의 대모험. 1: 섬섬 나라를 구하라》, 강민희, 뚜아뚜지 원작, 시우 그림, 스튜디오 오드리, ISBN 9791197023064.